# Moniliformis monoechinus
Espèce
Moniliformis monoechinus est une espèce d'acanthocéphales de la famille des Moniliformidae. C'est un parasite digestif d'un fourmilier néotropical.